# Liste der Baudenkmäler in Heinsberg
Die Liste der Baudenkmäler in Heinsberg enthält die denkmalgeschützten Bauwerke auf dem Gebiet der Stadt Heinsberg im Kreis Heinsberg in Nordrhein-Westfalen (Stand: Juli 2021). Diese Baudenkmäler sind in der Denkmalliste der Stadt Heinsberg eingetragen; Grundlage für die Aufnahme ist das Denkmalschutzgesetz Nordrhein-Westfalen (DSchG NRW).

| Bild                               | Bezeichnung                                           | Lage                                                         | Beschreibung | Bauzeit                              | Eingetragen seit                              | Denkmal- nummer |
| ---------------------------------- | ----------------------------------------------------- | ------------------------------------------------------------ | --- | ------------------------------------ | --------------------------------------------- | --------------- |
| Kreuz                              | Kreuz                                                 | Heinsberg Apfelstraße Karte                                  | Ca. 4 m hohes Hochkreuz von 1857 (Sockel) aus Sandstein, Madonnenskulptur auf der Spitze, Kreuz mit Korpus. | 1857                                 | 16. Januar 1984                               | 17              |
| Ehemaliges Fabrikgelände           | Ehemaliges Fabrikgelände                              | Heinsberg Apfelstraße 38 Karte                               | Ehemaliges Fabrikgebäude aus dem 18. / 19. Jahrhundert, dreigeschossig zu sieben Achsen, Backstein weiß geschlämmt, Ankersplinte, Mansarddach, Tür mit Haussteingewände. | 18./19. Jh.                          | 16. Januar 1984                               | 18              |
| Fassade                            | Fassade                                               | Heinsberg Apfelstraße 55 Karte                               | ehemaliges „Hotel Germania“; erbaut nach Entwürfen von Jakob Couven für die Grafen von Mirbach; Fassade eines Backsteingebäudes aus dem 18. Jahrhundert, zweigeschossig zu 5 Achsen, Tür mit Haussteingewänden, Mansarddach. | Mitte 18. Jh.                        | 16. Januar 1984                               | 19              |
| weitere Bilder                     | Evangelische Kirche                                   | Randerath Asterstraße 7 Karte                                | Ev. Kirchengebäude aus dem Jahre 1718 (Chronogramm über der Tür), Backstein-Saalbau, weiß geschlämmt, verschieferter Dachreiter, Tür mit Blausteingewände. | 1718                                 | 30. Januar 1984                               | 52              |
| Wohnhaus mit landw. Anbauten       | Wohnhaus mit landw. Anbauten                          | Oberbruch Auf dem Stieg 14 Karte                             | Die vierflügelige Fachwerkhofanlage von 1782, wurde, wie dies im Heinsberger Land fast ausschließlich geschah, im 19. Jahrhundert mit einer Backsteinfront auf der Straßenseite versehen. Die hofseitig zweigeschossigen Wohnhäuser sind zur Traufgasse hin nur eingeschossig. Die auf dem hier durch die Hanglage freistehenden zwei zu vierachsigen Fassaden erhielten auf der Traufseite durch die Vorbesitzer in der Traufwand ein breitgelagertes Fenster, das die gute Aussicht nutzt. Auch die Straßenfront mit der korbbogigen Toreinfahrt wurde durch den Einbau einer Garageneinfahrt mit scheitrechtem Sturz verändert. Der Keilstein im Bogen der Einfahrt ist datiert. Im Innenhof zeigt die Hofanlage ihre Herkunft in den Fachwerkwänden mit durchgezapften Bindern von Wohnhaus und Scheune. Die Anlage wurde durch ihre derzeitigen Besitzer schon vor Jahren in Verbindung mit dem Landeskonservator instand gesetzt. Die Lage oben am Rand der Lößplatte macht die aufsteigende Besiedlungstätigkeit der Dörfer seit dem 18. Jahrhundert deutlich, deren Höhepunkt die in preußischer Zeit entstandene Straße zwischen Heinsberg u. Dremmen war. | 1782                                 | 20. März 1991                                 | 117             |
| Wegekreuz                          | Wegekreuz                                             | Randerath Berg 4a Karte                                      | Wegekreuz aus dem 19. Jahrhundert aus Holz. | 19. Jh.                              | 30. Januar 1984                               | 83              |
| Wegekreuz                          | Wegekreuz                                             | Oberbruch Bleckden 17 Karte                                  | Wegekreuz aus dem 19. Jahrhundert aus Holz. | 19. Jh.                              | 19. Januar 1984                               | 48              |
| Wohnhaus                           | Wohnhaus                                              | Randerath Buschstraße 20 Karte                               | Zweigeschossiges Wohnhaus zu vier Achsen aus dem Jahre 1790 (Torschlußkeil), verputzt, Sockel verklinkert bzw. plattiert, Blausteingewände, Mansarddach. | 1790                                 | 23. März 1984                                 | 94              |
| Geschäftslokal                     | Geschäftslokal                                        | Randerath Buschstraße 27 - 29 Karte                          | Gebäude aus dem 17. Jahrhundert, im 20. Jahrhundert teilweise erneuert, vierflügelige Anlage aus Backstein, weiß geschlämmt, zweigeschossig mit Front zum Markt. | 17. Jh.                              | 30. Januar 1984                               | 55              |
| Burg Randerath                     | Burg Randerath                                        | Randerath Feldstraße Karte                                   | Ehem. Burg Randerath, Kerngebäude aus dem 14. Jahrhundert, ansonsten von 1762, Backstein-Anlage, zweigeschossig mit Walmdach. | 14. Jh.                              | 30. Januar 1984                               | 60              |
| Hofanlage                          | Hofanlage                                             | Randerath Donseler Hof Karte                                 | Vierflügelige Backstein-Hofanlage, weiß geschlämmt, mit zweigeschossigem Wohnhaus von 1788 (Eisenanker des Wohnhauses). | 1788                                 | 16. Januar 1984                               | 3               |
| Wegekreuz                          | Wegekreuz                                             | Randerath Driesch 64 Karte                                   | Blaustein-Wegekreuz mit Korpus von 1891. | 1891                                 | 30. Januar 1984                               | 53              |
| Wegekreuz                          | Wegekreuz                                             | Randerath Ecke Sandberg / Uetterarther Straße Karte          | Wegekreuz von 1755 (Inschrift auf der Rückseite) Blaustein, Kreuz mit Korpus, Sockelinschrift. | 1755                                 | 30. Januar 1984                               | 61              |
| Backsteinbau                       | Backsteinbau                                          | Karken End 91 Karte                                          | Zweigeschossiger Backsteinbau von 1794 durch Ankersplinte an der Fassade, z. T. erneuert, Nebengebäude vierflügelige Anlage z. T. erneuert. | 1794                                 | 19. Januar 1984                               | 34              |
| Wegekreuz                          | Wegekreuz                                             | Dremmen Erkelenzer Straße / Schusterweg Karte                | Wegekreuz aus Blaustein mit Metallkorpus von 1894. | 1894                                 | 16. Januar 1984                               | 4               |
| Wegekreuz                          | Wegekreuz                                             | Waldenrath Erpen 17 Karte                                    | Holzkreuz aus dem Jahre 1776 an der Fassade des Wohnhauses angebracht. | 1776                                 | 16. Januar 1984                               | 16              |
| weitere Bilder                     | Pfarrkirche St. Lambertus, Missionskreuz u. Wegekreuz | Randerath Feldstraße 33 Karte                                | Kath. Pfarrkirche St. Lambertus, Missionskreuz von 1762/1763 aus Holz mit Korpus, 2 Chronogramme und den Jahreszahlen 1762 und 1763, Wegekreuz vor dem Chor der Pfarrkirche von 1797 Blaustein, zweiteilig, Sockel mit Figurennische der schmerzhaften Muttergottes, Kreuz ohne Korpus. | 1762                                 | 30. Januar 1984                               | 54              |
| Hofanlage                          | Hofanlage                                             | Randerath Feldstraße 41, 41a Karte                           | Offene vierflügelige Hofanlage von 178? Ankersplinte an der Fassade, Wohnhaus zweigeschossig in fünf zu drei Achsen aus Backstein, weiß geschlämmt, Blausteingewände, alte Türe, Wirtschaftsgebäude aus Backstein aus dem 19. Jahrhundert. | 178?                                 | 30. Januar 1984                               | 57              |
| Wohnhaus                           | Wohnhaus                                              | Randerath Feldstraße 58 Karte                                | Fassade des zweigeschossigen Gebäudes zu sieben Achsen, Ende des 18. Jahrhunderts gebaut, geschlämmt, Blausteingewände und Mansarddach. | Ende 18. Jahrhundert                 | 30. Januar 1984                               | 56              |
| Wohn- und Geschäftshaus            | Wohn- und Geschäftshaus                               | Heinsberg Geilenkirchener Straße 5 Karte                     | Es handelt sich um einen Ziegelbau mit stichbogigen Gewänden von 1798, vierachsig, rundbogige Geschossfenster. Im Keller ist noch eine Kappendecke mit Gurtbögen vorhanden. Die Erdgeschossdecken weisen noch die für das Baudatum typischen Kehlen auf. | 1798                                 | 25. November 1986                             | 106             |
| weitere Bilder                     | Muttergotteskapelle in Straeten                       | Waldenrath Gillrather Weg Karte                              | Backstein-Kapelle von 1861. | 1861                                 | 30. Januar 1984                               | 81              |
| Hofanlage                          | Hofanlage                                             | Dremmen Glockenlandstraße 10 Karte                           | Fassade und dazugehörige Dachfläche einer zweigeschossigen Backstein-Winkelhofanlage, Wohnhaus giebelständig, zweigeschossig zu zwei Achsen von 1768 lt. Ankersplinte. Die übrigen Gebäudeteile sowie der Innenbereich sind nicht als Denkmal anzusehen, da durch Voreigentümer erhebliche bauliche Veränderungen vorgenommen wurden. | 1768                                 | 24. Juli 1996                                 | 5               |
| Haus Hülhoven                      | Haus Hülhoven                                         | Oberbruch Haus Hülhoven Karte                                | Schlossanlage aus dem 18. Jahrhundert, Herrenhaus zweigeschossig, Backsteinbau, 1891 erneuert, dreiflügelige Vorburg mit Torturm von 1790. | 1790                                 | 19. Januar 1984                               | 32              |
| Wohnhaus                           | Wohnhaus                                              | Randerath Heerweg 26 Karte                                   | 1921/1924 gebautes Backsteingiebelhaus im Winkel einander zugeordnet mit z. T. niedrigen Traufbauten miteinander verbunden. | 1921/1924                            | 30. Januar 1984                               | 62              |
| Wohnhaus                           | Wohnhaus                                              | Randerath Heerweg 28 Karte                                   | 1921/1924 gebautes Backsteingiebelhaus im Winkel einander zugeordnet mit z. T. niedrigen Traufbauten miteinander verbunden. | 1921/1924                            | 30. Januar 1984                               | 63              |
| Wohnhaus                           | Wohnhaus                                              | Randerath Heerweg 30 Karte                                   | 1921/1924 gebautes Backsteingiebelhaus im Winkel einander zugeordnet mit z. T. niedrigen Traufbauten miteinander verbunden. | 1921/1924                            | 30. Januar 1984                               | 64              |
| Wohnhaus                           | Wohnhaus                                              | Randerath Heerweg 32 Karte                                   | 1921/1924 gebautes Backsteingiebelhaus im Winkel einander zugeordnet mit z. T. niedrigen Traufbauten miteinander verbunden. | 1921/1924                            | 30. Januar 1984                               | 65              |
| Wohnhaus                           | Wohnhaus                                              | Randerath Heerweg 44 Karte                                   | 1923 (Ankersplinte) gebautes Haus im Zusammenhang mit drei eingeschossigen Backsteinhäusern als dreiflügelige Anlage einander zugeordnet. Mittelgebäude mit Giebel und Krüppelwalmdach. | 1923                                 | 30. Januar 1984                               | 66              |
| Wohnhaus                           | Wohnhaus                                              | Randerath Heerweg 46 Karte                                   | 1923 (Ankersplinte) gebautes Haus im Zusammenhang mit drei eingeschossigen Backsteinhäusern als dreiflügelige Anlage einander zugeordnet. Mittelgebäude mit Giebel und Krüppelwalmdach. | 1923                                 | 30. Januar 1984                               | 67              |
| Wohnhaus                           | Wohnhaus                                              | Randerath Heerweg 48 Karte                                   | 1923 (Ankersplinte) gebautes Haus im Zusammenhang mit drei eingeschossigen Backsteinhäusern als dreiflügelige Anlage einander zugeordnet. Mittelgebäude mit Giebel und Krüppelwalmdach. | 1923                                 | 30. Januar 1984                               | 68              |
| Wohnhaus                           | Wohnhaus                                              | Randerath Heerweg 50 Karte                                   | 1923 (Ankersplinte) gebautes Haus im Zusammenhang mit drei eingeschossigen Backsteinhäusern als dreiflügelige Anlage einander zugeordnet. Mittelgebäude mit Giebel und Krüppelwalmdach. | 1923                                 | 30. Januar 1984                               | 69              |
| Wohnhaus                           | Wohnhaus                                              | Randerath Heerweg 52 Karte                                   | 1923 (Ankersplinte) gebautes Haus im Zusammenhang mit drei eingeschossigen Backsteinhäusern als dreiflügelige Anlage einander zugeordnet. Mittelgebäude mit Giebel und Krüppelwalmdach. | 1923                                 | 30. Januar 1984                               | 70              |
| Wohnhaus                           | Wohnhaus                                              | Randerath Heerweg 54 Karte                                   | 1923 (Ankersplinte) gebautes Haus im Zusammenhang mit drei eingeschossigen Backsteinhäusern als dreiflügelige Anlage einander zugeordnet. Mittelgebäude mit Giebel und Krüppelwalmdach. | 1923                                 | 30. Januar 1984                               | 71              |
| Wegekreuz                          | Wegekreuz                                             | Waldenrath Hellstraße / Vitusstraße Karte                    | Wegekreuz von 1915 | 1915                                 | 30. Januar 1984                               | 92              |
| weitere Bilder                     | Kapelle Herb                                          | Dremmen Herb Karte                                           | Backstein-Kapelle mit erneuertem Dachreiter, erbaut um 1900 | um 1900                              | 16. Januar 1984                               | 6               |
| Wegekreuz                          | Wegekreuz                                             | Kempen Hochbrücker Straße / An der Rur Karte                 | Wegekreuz aus der Mitte des 19. Jahrhunderts, Gusseisen mit neuem Sockel. | Mitte des 19. Jahrhunderts           | 19. Januar 1984                               | 38              |
| Wohn- und Geschäftshaus            | Wohn- und Geschäftshaus                               | Heinsberg Hochstraße 8 Karte                                 | Dreigeschossiges, siebenachsiges Wohn- und Geschäftshaus von 1871. Der Backsteinbau ist verputzt, wobei die Ziegelmarkierung im Putz eingefugt wurde. Die Backsteinflächen sind durch verzierte Putzbänder horizontal gegliedert. Die Brüstung im ersten Obergeschoss weisen Strukturverzierungen vor. Das Gebäude ist im Erdgeschoss teilweise umgebaut und Bestandteil des Ensembles "Obere Hochstraße". Die Fensterbänke sind aus Naturblaustein. An der linken Gebäudeseite ist teilweise noch ein Blausteinsockel vorhanden. | 1871                                 | 25. August 1987                               | 113             |
| Wohn- und Geschäftshaus            | Wohn- und Geschäftshaus                               | Heinsberg Hochstraße 19 Karte                                | Zweigeschossiges Gebäude aus dem 18. Jahrhundert, im 19. Jahrhundert verändert, mit acht Achsen, Ankersplinte, Fenster mit barocken Umrahmungen. | 18. Jh.                              | 17. Januar 1984                               | 21              |
| Propstei                           | Propstei                                              | Heinsberg Hochstraße 20 Karte                                | erbaut nach Entwürfen von Jakob Couven; Zweigeschossiges Gebäude aus dem 18. Jahrhundert, zu fünf Achsen, Blausteingewände, betonter Mitteleingang. | 1774                                 | 17. Januar 1984                               | 23              |
| Museum                             | Museum                                                | Heinsberg Hochstraße 21 Karte                                | Zweigeschossiges Gebäude aus dem 18. Jahrhundert, im Winkel gebaut mit Tordurchfahrt, Ecktürmchen und Blausteingewänden. | 18. Jh.                              | 17. Januar 1984                               | 22              |
| Wohn- und Geschäftshaus            | Wohn- und Geschäftshaus                               | Heinsberg Hochstraße 98 Karte                                | Dreigeschossiges Wohnhaus aus dem 18. Jahrhundert, zu drei Achsen, verputzt, Fenster mit Blausteingewände, Mittelbetonung durch flachen Erker. | 18. Jh.                              | 17. Januar 1984                               | 24              |
| Backsteingebäude, Wohnhaus         | Backsteingebäude, Wohnhaus                            | Unterbruch Horster Hof Karte                                 | Der Hof wurde in seiner jetzigen Form im Wesentlichen im 18. Jahrhundert errichtet. Ankersplinte an der Giebelwand des zweigeschossigen, fünfachsigen Wohnhauses datierten die Anlage auf 1705. Der vierseitig geschlossene Backsteinhofanlage ist dreiflügelig bebaut, nordöstlich das Wohnhaus mit angebautem Wirtschaftsteil, parallel dazu die Scheune und zur Straße hin neben der korbbogigen Einfahrt ein Stallgebäude. Die Remise an der der Einfahrt gegenüberliegenden Umfassungswand deutet darauf hin, dass die Anlage ursprünglich vierflügelig gewesen sein könnte. Im Inneren des Wohnhauses befindet sich auf der gesamten Feldseite ein Gewölbekeller und die "Kölnerdecken" sind fast überall noch vorhanden. | 1705                                 | 1. Oktober 1984                               | 95              |
| Hofanlage                          | Hofanlage                                             | Dremmen Jägerstraße 2 Karte                                  | Vierflügelige Backstein-Hofanlage, Wohnhaus zweigeschossig zu 2 Achsen, Nebengebäude mit Toreinfahrt aus dem Jahre 1862 lt. Ankersplinte. | 1862                                 | 16. Januar 1984                               | 9               |
| Hofanlage                          | Hofanlage                                             | Dremmen Jägerstraße 6 Karte                                  | Vierflügelige Backstein-Hofanlage, Front zweigeschossig zu vier Achsen und Torachse aus dem Jahre 1866 lt. Ankersplinte. | 1866                                 | 16. Januar 1984                               | 8               |
| Fassade einer Hofanlage            | Fassade einer Hofanlage                               | Dremmen Jägerstraße 10 Karte                                 | Fassade der vierflügeligen Backstein-Hofanlage aus der Mitte des 19. Jahrhunderts, Wohnhaus zweigeschossig zu drei Achsen. | Mitte des 19. Jahrhunderts           | 16. Januar 1984                               | 10              |
| Hofanlage                          | Hofanlage                                             | Dremmen Jägerstraße 43 Karte                                 | Vierflügelige Backstein-Hofanlage, Wohnhaus zweigeschossig zu fünf Achsen, Tür- und Fensterbänke in Blaustein aus der Mitte des 19. Jahrhunderts. | Mitte des 19. Jahrhunderts           | 16. Januar 1984                               | 7               |
| weitere Bilder                     | Kirche St. Gangolf                                    | Heinsberg Kirchberg Karte                                    | Ehem. Stiftskirche St. Gangolfus, Krypta aus dem 12. Jahrhundert, Kirche aus dem 15. Jahrhundert. Restaurierung in 17., 18., 19. Jahrhundert und nach 1945, dreischiffige Backstein-Hallenkirche mit eingebautem Westturm und polygonalem Chor. Hochgrab und Chorgestühl. | 15. Jh.                              | 17. Januar 1984                               | 20              |
| Hochgrab und Chorgestühl           | Hochgrab und Chorgestühl                              | Heinsberg Kirchberg Karte                                    | Hochgrab und Chorgestühl in der Propsteikirche | Kirche um 1500                       | 27. Februar 1984                              | 93              |
| Rittertürmchen                     | Rittertürmchen                                        | Heinsberg Kirchberg Karte                                    | Mittelalterlicher Mauerzug auf dem Kirchberg; seitlich von dem Kirchturm liegt ein schwerer rechteckiger Turm im Mauerzug, der im Kern wohl noch dem 14./15. Jahrhundert angehört. Der Turm war nach den Ansatzspuren ursprünglich an der Innenseite offen, nach außen zeigt er einfache Scharten und einen Klötzchenfries. Noch in gotischer Zeit ist ein Obergeschoss mit Klötzchenfries und kleinen Scharten aufgesetzt, dabei die Innenseite zugemauert und mit einer jetzt wieder teilweise vermauerten Spitzbogenöffnung versehen worden. | 14. / 15. Jahrhundert                | 1. September 1987                             | 98              |
| Hochaltar in der Pfarrkirche       | Hochaltar in der Pfarrkirche                          | Waldenrath Kirchstraße 10 Karte                              | Polychromierter Hochaltar des 19. Jahrhunderts bestehend aus drei Tafeln - Kreuztragung und Szene aus dem Leben des hl. Nikolaus - Altarschrein, Bekrönung, Predella und schmückendem Beiwerk wie: Baldachin, Säulen, Hohlkehlen, Fialen und Maßwerk. | 19. Jh.                              | 15. Juni 1987                                 | 111             |
| Kapelle                            | Kapelle                                               | Heinsberg Klosterhof Karte                                   | " Schlangenkapelle" aus dem 19. Jahrhundert, Backsteinbau weiß geschlämmt; drei Achsen, Strebepfeiler, Ankersplinte, Schieferwalmdach. Heiligenhäuschen aus dem 19. Jahrhundert, Backstein, Spitzbogennische. Wegekreuz aus Holz aus dem 19. Jahrhundert. | 19. Jh.                              | 17. Januar 1984                               | 25              |
| weitere Bilder                     | Kapelle Kranzes                                       | Oberbruch Kranzes Karte                                      | Kapelle aus Backstein, einschiffig mit polygonalem Morschluss Dachreiter. | um 1900                              | 19. Januar 1984                               | 47              |
| Schafhausener Kornmühle            | Schafhausener Kornmühle                               | Schafhausen Kuhlertstraße 80 Karte                           | Vierflügelige Backsteinanlage von 1734, Nebengebäude 1734, Nebengebäude 19. Jahrhundert, Hauptgebäude ehemalige Mühle, Wohnhaus giebelseitig, zweigeschossige zu drei Achsen. | 1734                                 | 30. Januar 1984                               | 73              |
| weitere Bilder                     | Kath. Pfarrkirche St. Lambertus                       | Dremmen Lambertusstraße Karte                                | Dreischiffige Backstein Kirche mit fünfgeschossigem Backstein-Westturm versehen mit Eckquadern. Erbaut 1834/1835 von Baumeister Joh. P. Cremer. Westturm um 1500 erbaut, Obergeschoss und Helm aus dem 18. Jahrhundert. | 1834/1835, Turm um 1500              | 16. Januar 1984                               | 11              |
| Wohn- und Geschäftshaus            | Wohn- und Geschäftshaus                               | Dremmen Lambertusstraße 16 Karte                             | Der ehemalige zweigeschossige Posthof an der Ecke Lambertusstraße/Hügelstraße bildet insbesondere mit der gegenüberliegenden Kirche ein Ensemble. Das fünf zu zehnachsige Gebäude wurde in den 20er Jahren verputzt, ohne jedoch die ursprüngliche Gliederung zu verändern. Auf das alte Walmdach wurde ein Zwerchgiebel mit dem Zierrat der 1920er Jahre gesetzt. Neben der Gaststätte ist noch die Toreinfahrt für die Postwagen vorhanden. | in den 20er Jahren Veränderungen     | 23. Dezember 1986                             | 107             |
| weitere Bilder                     | Wegekapelle (Boverath)                                | Dremmen Landstraße nach Boverath Karte                       | Die Boverather Kapelle befindet sich in freier Lage etwa auf halbem Weg zwischen Dremmen und dem seit dem 14. Jahrhundert urkundlich belegten Weiler Boverath, am Knotenpunkt mehrerer Straßen und Wege. Bereits im Urkataster von 1824/25 wird das angrenzende Flurstück als "Hinterm Heiligenhäuschen" bezeichnet. Dies muss als sicherer Beleg für das Vorhandensein einer Kapelle gelten., auch wenn die Tranchot (1806/07) und Preußischer Uraufnahmen (1840er Jahre) eine solche nicht verzeichnen. Sicher überliefert ist hingegen, dass die heutige Kapelle insbesondere während der Weltkriege häufig von Gläubigen besucht wurde und dies auch heute noch wird. Bei der dem 19. Jahrhundert entstammenden Kapelle handelt es sich um einen kleinen Backsteinbau, dessen apsidaler 3/8 Schluss nach Westen gerichtet ist, so dass Ansicht und Zugang des Inneren von der östlich benachbarten Wegekreuzung aus erfolgen können. Der Außenbau ist seit den 1960er Jahren weiß geschlämmt, das Dach mit erdbraunen Flachziegeln in Biberschwanzverlegung mit deutlich hervortretenden Gratziegeln eingedeckt. Einzige auszeichnende Elemente des schlichten, fensterlosen Baues sind ein Deutsches-Band-Fries unterhalb der Traufe und eine kleine (leere) Nische über der geraden Sturzmauer der Tür in der östlichen Stirnseite. Tür und Inneneinrichtung (u. a. ein Ikonenbild) sind modern. Dem Gebäude zugehörig ist eine für Feldkapellen typische Baumgruppe, die in der ansonsten ausgeräumten Flur weithin sichtbar ist. Die Boverather Kapelle in Heinsberg-Dremmen ist ein Baudenkmal gemäß § 2DSchG NRW. Sie ist bedeutend für den Stadtteil Dremmen und die Stadt Heinsberg. An ihrer Erhaltung und Nutzung besteht ein öffentliches Interesse aus wissenschaftlichen, insbesondere orts- und religionsgeschichtlichen Gründen. | um 1400                              | 17. Dezember 1997                             | 118             |
| Hofanlage                          | Hofanlage                                             | Laffeld Maarstraße 35 Karte                                  | Dreiflügelige Backstein-Hofanlage von 1792, Wohnhaus giebelständig, zweigeschossig zu zwei Achsen. | 1792                                 | 19. Januar 1984                               | 44              |
| weitere Bilder                     | Kath. Pfarrkirche St. Josef                           | Laffeld Maarstraße 93 Karte                                  | Kath. Pfarrkirche um 1904, neuromanische Säulenbasilika, mit Querturm, verputzt. | um 1904, eingeweiht am 30. Nov. 1905 | 19. Januar 1984                               | 45              |
| Wohnhaus                           | Wohnhaus                                              | Dremmen Mellerstraße 6/8 Karte                               | Zweigeschossiger Backstein-Bau in sechs zu drei Achsen aus der zweiten Hälfte des 19. Jahrhunderts. Türgewände und Fensterbänke in Blaustein. | zweite Hälfte des 19. Jahrhunderts   | 16. Januar 1984                               | 12              |
| Porselener Mühle                   | Porselener Mühle                                      | Porselen Mühle 1 Karte                                       | Ehemalige Wassermühle |                                      | 19. Januar 1984                               | 51              |
| Gebetsstationen (Fußfallstationen) | Gebetsstationen (Fußfallstationen)                    | Randerath Nirmer Straße Karte                                | Drei Fußfallstationen (Backsteinbauten mit Stuckrelief) und eine Fußfallstation in der Mauer des Klosterbergs | um 1900                              | 30. Januar 1984 26. Januar 2021 (Erweiterung) | 72              |
| Kreuz                              | Kreuz                                                 | Oberbruch Nördlich von Haus Hülhoven Karte                   | Kreuz von 1811 aus Holz, Korpus erneuert. | 1811                                 | 19. Januar 1984                               | 33              |
| Wegekreuz                          | Wegekreuz                                             | Randerath Nygener Straße 1 Karte                             | Wegekreuz aus dem 19. Jahrhundert aus Gusseisen. | 19. Jh.                              | 30. Januar 1984                               | 84              |
| Schulgebäude                       | Schulgebäude                                          | Heinsberg Oberbrucher Straße 1 Karte                         | Berufsschulgebäude aus dem Jahre 1957/58, an dessen Erhaltung aus künstlerischen und wissenschaftlichen, insbesondere aber schul- und architekturgeschichtlichen Gründen ein öffentliches Interesse besteht. | 1957/58                              | 8. Dezember 1999                              | 119             |
| weitere Bilder                     | Wegekapelle in Vinn                                   | Kirchhoven Oberhalb Vinn an der K5 Karte                     | Wegekapelle aus Backstein aus dem 19. Jahrhundert, im Inneren altarartiger Aufbau mit einem Kruzifix im Auszug, Neubarock, Holz. | 19. Jh.                              | 19. Januar 1984                               | 43              |
| weitere Bilder                     | Chor der ehemaligen Pfarrkirche                       | Kempen Oberstraße Karte                                      | Chor der ehemaligen Pfarrkirche aus dem Ende des 15. Jahrhunderts, spätgotischer Backsteinbau. | Ende 15. Jahrhundert                 | 19. Januar 1984                               | 37              |
| Kemper Mühle                       | Kemper Mühle                                          | Kempen Oberstraße 133 Karte                                  | Im 18./19. Jahrhundert wurde die alte Kempener Mühle am Mühlengraben der "Jungen Wurm" erneuert. Die an der Oberstraße in Kempen gelegene Anlage entstand in der Form von Wohnstallhäuser als zweigeschossiger fünfachsiger Flügelbau. Auf der Rückseite war der Wohnteil zwei, und der Mühlenteil ebenfalls zweiachsig. Die Giebelseite erhielt im Giebeldreieck drei teilweise vermauerte Fenster und im Obergeschoss vier vermauerte Fenster, von denen jeweils eins in der Achse des ehemaligen Getreideaufzugs auf der Backseite lag. Im Erdgeschoss fanden sich zwei kleine Fenster, die das vermauerte Achsloch der Mühlenradwelle einrahmen. Mühlenteil und Wohnteil werden durch einen Brandgiebel getrennt und zwischen den überstehenden Giebelwänden durch ein Satteldach gedeckt. Die stichbogigen Fenster haben Natursteinkeilsteine und -ankersteine für die Kloben der ehemals vorhandenen Klappläden. An der Mühlenanlage wurde nachträglich ein eingeschossiger Remisenanbau rechtwinkelig angeschlossen. | 1795                                 | 16. Februar 1989                              | 97              |
| Mühle                              | Mühle                                                 | Aphoven Östlich von Aphoven Karte                            | Mühlenstumpf aus Backstein aus dem 19. Jahrhundert. | 19. Jh.                              | 16. Januar 1984                               | 2               |
| Wegekreuz                          | Wegekreuz                                             | Horst Randerather Straße (gegenüber der Kirche) Karte        | Wegekreuz aus Kunststein aus dem 19. Jahrhundert. | 19. Jh.                              | 19. Januar 1984                               | 31              |
| weitere Bilder                     | Kath. Pfarrkirche St. Josef                           | Horst Randerather Straße 41 Karte                            | Kath. Pfarrkirche St. Josef von 1894, einschiffige neugotische Backsteinkirche mit Westturm | 1894                                 | 19. Januar 1984                               | 30              |
| Hofanlage                          | Hofanlage                                             | Horst Randerather Straße 74 Karte                            | Dreiflügelige Backstein-Hofanlage, Wohnhaus giebelständig, zweigeschossig in drei zu drei Achsen aus dem Jahre 1854 im Torschlusskeilstein. | 1854                                 | 19. Januar 1984                               | 26              |
| Hofanlage                          | Hofanlage                                             | Horst Randerather Straße 75 Karte                            | Vierflügelige Backstein-Hofanlage von 1655 (Inschrifttafel über dem Tor), im 19. Jahrhundert weitgehend geändert, weiß geschlämmt, Wohnhaus giebelständig, zweigeschossig, Eingang Wappenstein. | 1655                                 | 19. Januar 1984                               | 27              |
| Wohnhaus mit Anbauten              | Wohnhaus mit Anbauten                                 | Horst Randerather Straße 76 Karte                            | | um 1400                              | 17. Dezember 1997                             | 116             |
| Wegekreuz                          | Wegekreuz                                             | Horst Randerather Straße 76 Karte                            | Holz-Wegekreuz aus dem 19. Jahrhundert. | 19. Jh.                              | 19. Januar 1984                               | 29              |
| Wohnhaus                           | Wohnhaus                                              | Karken Roermonder Straße 128 Karte                           | Das 1930 dreiachsig und zweigeschossig errichtete Arztwohnhaus im backsteinexpressionistischen Stil erhielt eine sehr durchgestaltete und auf den Bauherrn bezogene Ausstattung. Neben dem originalen Treppenhaus, den Türen, Einbauschränken und der Deckenlampe sind noch die Fenster mit der typischen Sprossenteilung erhalten. Die Fenster zum Balkon weisen in Glasmalerei Motive aus dem Leben des Landarztes auf. Insbesondere wegen der vollständigen Ausstattung besteht bei diesem Objekt aus wissenschaftlichen Gründen und wegen der ortsgeschichtlichen Bedeutung ein öffentliches Interesse an Erhaltung und Nutzung nach dem Denkmalschutzgesetz. | 1930                                 | 31. März 1987                                 | 109             |
| Wegekreuz                          | Wegekreuz                                             | Porselen Rurtalstraße/Maisstraße Karte                       | Holz-Wegekreuz aus dem 19. Jahrhundert. | 19. Jh.                              | 19. Januar 1984                               | 50              |
| Wegekreuz                          | Wegekreuz                                             | Porselen Rurtalstraße 36 Karte                               | Wegekreuz aus dem 19. Jahrhundert, Holz auf Steinsockel. | 19. Jh.                              | 19. Januar 1984                               | 49              |
| Wohnhaus                           | Wohnhaus                                              | Randerath Sandberg 57 Karte                                  | Zweigeschossiges Gebäude zu fünf Achsen aus dem 19. Jahrhundert, Backstein, weiß geschlämmt, Tür mit Blausteingewände. | 19. Jh.                              | 30. Januar 1984                               | 58              |
| Wohnhaus                           | Wohnhaus                                              | Randerath Sandberg 75 Karte                                  | Zweigeschossiges Gebäude in drei zu eins Achsen aus dem 18./19. Jahrhundert, Backsteinbau, weiß geschlämmt, Walmdach, Treppenaufgang in Blaustein mit angrenzender Stützmauer. | 18./19. Jh.                          | 30. Januar 1984                               | 59              |
| Ehem. Wohnhaus mit Werkstatt       | Ehem. Wohnhaus mit Werkstatt                          | Randerath Sandberg 90 Karte                                  | Das Wohnhaus Sandberg 90 in Randerath wurde ausweislich seiner Form und gemäß örtlicher Überlieferung wohl vor 1800 errichtet. In dem rückwärtigen Werkstattanbau befand sich zunächst eine Schreinerei, anschließend seit etwa Mitte des 19. Jahrhunderts eine Schmiede. 1895 gründete sich in den Räumen des Wohnhauses der Randerath-Himmericher-Spar- und Darlehenskassen-Verein. Es handelt sich um ein traufständiges, breit gelagertes und zweigeschossiges Wohnhaus mit seitlichen Krüppelwalmen sowie einem Dreiecksgiebel mit kleinem rundem Okulus über dem mittigen Eingang. Die ehemals verputzte Fassade mit fünf regelmäßigen Fensterachsen und unter dem Giebel durchgezogenen Traufgesims wurde in der zweiten Hälfte des 20. Jahrhunderts verändert, wobei einige wichtige alte Elemente wie Holzdecken oder der Dachstuhl in wesentlichen Teilen erhalten blieben. Das alte Werkstattgebäude befindet sich noch in weitgehend intaktem Zustand des 19. Jahrhunderts einschließlich Werkzeuge und Blasebälge mit Esse. | vor 1800                             | 20. Juni 2002                                 | 120             |
| weitere Bilder                     | Marienkapelle                                         | Waldenrath Scheifendahl-Ortsmitte Karte                      | Kapelle von 1890, Neuromanisch, Backstein mit Querhaus, Chor und über dem Eingang Dachreiter. | 1890                                 | 20. Dezember 1984                             | 76              |
| Wegekreuz                          | Wegekreuz                                             | Laffeld Schierwaldenrather Straße Karte                      | Wegekreuz aus dem Ende des 19. Jahrhunderts, neugotisch, Sandstein mit Metallkorpus. | Ende des 19. Jahrhunderts            | 19. Januar 1984                               | 46              |
| Wohnhaus mit Backsteinhof          | Wohnhaus mit Backsteinhof                             | S chafhausen Schleiden 45 Karte                              | Backsteinhof von 1857 (Ankersplinte u. Türkeilstein) Wohnhaus zweigeschossig zu fünf Achsen mit Toreinfahrt. | um 1400                              | 28. November 1986                             | 78              |
| Wohnhaus mit Backsteinhofanlage    | Wohnhaus mit Backsteinhofanlage                       | Schafhausen Schleiden 47 Karte                               | Vierflügelige Backsteinhofanlage aus dem frühen 19. Jahrhundert, Wohnhaus giebelständig, zweigeschossig zu zwei Achsen, das Nebengebäude ist zweigeschossig zu drei Achsen mit Toreinfahrt. | Anfang des 19. Jahrhunderts          | 30. Januar 1984                               | 79              |
| Wegekreuz                          | Wegekreuz                                             | Schafhausen Schleiden 64 Karte                               | Wegekreuz aus dem 19. Jahrhundert, Gusseisen. | 19. Jh.                              | 30. Januar 1984                               | 77              |
| Wohnhaus mit Backsteinhofanlage    | Wohnhaus mit Backsteinhofanlage                       | Schafhausen Schleiden 108 Karte                              | Vierflügelige Backsteinhofanlage von 1807 (Ankersplinte an der Fassade im Türkeilstein). Zweigeschossiges Wohnhaus zu fünf Achsen, Tür Blausteingewände. Vor der Fassade stehen noch zwei Ahornbäume und am Haus ein Kreuz mit Korpus. | 1807                                 | 28. November 1986                             | 80              |
| Wohnhaus                           | Wohnhaus                                              | Dremmen Sebastianusstraße 43/45 Karte                        | Zweigeschossiges Wohnhaus zu fünf Achsen und drei Achsen mit Giebelchen aus der zweiten Hälfte des 19. Jahrhunderts. Wohnhaus Nr. 45 aus dem Zeitraum um 1900 Tür in Blaustein. | um 1900                              | 16. Januar 1984                               | 13              |
| Amtsgericht                        | Amtsgericht                                           | Heinsberg Sittarder Straße 1 Karte                           | 1912 erbautes zweigeschossiges Gebäude zu neun Achsen mit drei bzw. zweiachsigen Seitenrisaliten und Mansarddach mit korbbogigen Gauben, achteckiger Turmaufsatz mit kleineren ebenfalls achteckigen Austrittstürmchen und gusseisernen Geländer. Gliederung der Fassade durch seitliche Sandsteinquaderung der Risalite und Stock- sowie Dachgesims. Erdgeschoss mit Putzquaderung. dreiachsiger Seitenrisalit mit rundbogig übergiebelter Mittelachse und barockisierendem seitlichen Portal, mit Preußenadler in rechteckiger Rahmung im Giebelfeld. Segmentbogige Fenster mit profiliertem Gewänden im ersten Obergeschoss. Im Erdgeschoss Rechteckfenster. Rückwärtig risalitartig vorspringendes Treppenhaus. Im Inneren original erhaltenes Treppenhaus, Eingangstür und Erschließungsflur; ebenfalls originales Treppengeländer. Begründung der Denkmaleigenschaft nach § 2DSchG: Das Gebäude wurde 1912 als Landratsamt für den damaligen Kreis Heinsberg errichtet. Durch die Zusammenlegung mit dem Kreis Geilenkirchen a. 1. Oktober 1932 wurde das Landratsamt seiner Funktion beraubt und nahm in der Folgezeit das Amtsgericht auf. Durch diese Bezüge wird das Gebäude bedeutend für die Kreis- und Ortsgeschichte Heinsbergs. Eine zusätzliche Bedeutung kommt dem repräsentativen in barocken Formen errichteten ehemaligen Landratsamt durch seine, den Straßenraum beherrschenden Standort zu. Die Erhaltung und Nutzung des Gebäudes liegt aus städtebaulichen Gründen im öffentlichen Interesse. | 1912                                 | 20. Dezember 1984                             | 96              |
| Talmühle Dremmen                   | Talmühle Dremmen                                      | Dremmen Talmühlenstraße 23a Karte                            | Vierflügelige Backstein-Hofanlage, Hauptgebäude zweigeschossig zu drei Achsen, Mansarddach, Giebelseite zu drei zu vier Achsen. Vorbau mit Mühlrad. Aus der ersten Hälfte des 18. Jahrhunderts, Holztür Ende 18. Jahrhundert, zweigeschossiger, dreiflügeliger Fachwerk-Vorhof. | 1. H. 18. Jh.                        | 16. Januar 1984                               | 15              |
| Hofanlage                          | Hofanlage                                             | Aphoven Talstraße 113 Karte                                  | Vierflügelige Hofanlage (Backstein) aus dem 19. Jahrhundert, Wohnhaus giebelständig, zweigeschossig. | 19. Jh.                              | 16. Januar 1984                               | 1               |
| weitere Bilder                     | Kath. Pfarrkirche St. Theresia                        | Schafhausen Theresienstraße Karte                            | Kath. Pfarrkirche St. Theresia gebaut 1930 / 31, Backstein-Saalkirche. | 1930/1931                            | 30. Januar 1984                               | 74              |
| Wegekreuz                          | Wegekreuz                                             | Schafhausen Theresienstraße 1 Karte                          | Holz-Wegekreuz aus dem Jahre 1715, bauliche Veränderung im Jahre 2010 | 1715                                 | 30. Januar 1984                               | 75              |
| Turm der alten Kath. Pfarrkirche   | Turm der alten Kath. Pfarrkirche                      | Karken Tichelkamp (Friedhof) Karte                           | Turm der alten Kath. Pfarrkirche von 1779, Backsteinbau, Portal erneuert. | 1779                                 | 19. Januar 1984                               | 36              |
| Wohnhaus                           | Wohnhaus                                              | Karken Tichelkamp 19 Karte                                   | Vierflügelige Hofanlage in Backstein aus dem 19. und 20. Jahrhundert. Wohnhaus von 1926, zweigeschossig mit Zeltdach. | 19. und. 20. Jahrhundert, 1926       | 28. November 1986                             | 103             |
| weitere Bilder                     | Muttergotteskapelle in Uetterath                      | Randerath Nygen Karte                                        | Backsteinkapelle (Heiligenhäuschen) aus dem Jahre 1929/30 | 1929/30                              | 20. Januar 1986                               | 101             |
| weitere Bilder                     | Kath. Pfarrkirche St. Mariä Himmelfahrt               | Randerath Uetterather Dorfstraße Karte                       | Kath. Pfarrkirche Maria Himmelfahrt von 1883/84, neuromanische dreischiffige Backstein-Hallenkirche, innen auf Säulen mit Chor und erneuertem Einturm. | 1883/84                              | 30. Januar 1984                               | 85              |
| Pfarrhaus                          | Pfarrhaus                                             | Randerath Uetterather Dorfstraße 18 Karte                    | Pfarrhaus, Ende des 19. Jahrhunderts, zweigeschossig in fünf zu zwei Achsen, Mittelachse betont. | Ende des 19. Jahrhunderts            | 30. Januar 1984                               | 86              |
| weitere Bilder                     | Hl. Familie (Vinn)Kapelle Hl. Familie                 | Kirchhoven Vinn Karte                                        | Kapelle von 1898 (Giebel), Backsteinbau, einschiffig, Strebepfeiler, gotisierende Form, Dachreiter. | 1898                                 | 28. November 1986                             | 42              |
| weitere Bilder                     | Kath. Pfarrkirche St. Hubertus                        | Kirchhoven Waldfeuchter Straße 168 Karte                     | Kath. Pfarrkirche aus dem Jahre 1846/48, geweiht 1852, dreischiffige Backstein-Hallen-Kirche, Blausteinsockel, romanisierender Westturm. | 1846/48                              | 19. Januar 1984                               | 39              |
| Wohnhausfassade                    | Wohnhausfassade                                       | Waldenrath Waldhufenstraße 161 Karte                         | Vierflügelige Hofanlage aus der Mitte des 19. Jahrhunderts. Die dreiachsige, zweigeschossige Backsteinfassade ist bedeutend für das Ensemble des Straßendorfes Straeten. | Mitte des 19. Jahrhunderts           | 2. August 1988                                | 115             |
| Wegekreuz                          | Wegekreuz                                             | Unterbruch Wassenberger Straße 92 Karte                      | Wegekreuz, Ende des 19. Jahrhunderts, aus Holz. | Ende des 19. Jahrhunderts            | 30. Januar 1984                               | 89              |
| Vollmühle Unterbruch mit Wegekreuz | Vollmühle Unterbruch mit Wegekreuz                    | Unterbruch Wassenberger Straße 1 Karte                       | Vollmühle von 1828 (Ankersplinte am Wohnhaus), dreiflügelige Backstein-Hofanlage, giebelständiges zweigeschossiges Wohnhaus in zwei zu sieben Achsen. Wegekreuz vor dem Gebäude aus der Mitte des 19. Jahrhunderts, Steinsockel, Kreuz und Korpus, gusseisern. | 1828                                 | 8. Juli 1985                                  | 87              |
| Hofanlage                          | Hofanlage                                             | Unterbruch Wassenberger Straße 154 Karte                     | Vierflügelige Backstein-Hofanlage (Rurhof) aus dem Jahre 1835 (Ankersplinte am Haus), Wohnhaus zweigeschossig zu fünf Achsen, weiß geschlämmt. | 1835                                 | 30. Januar 1984                               | 88              |
| Wolfhager Mühle                    | Wolfhager Mühle                                       | Karken Wolfhager Mühle Karte                                 | Dreiflügelige Hofanlage aus der ersten Hälfte des 19. Jahrhunderts, Backstein, Wohnhaus jünger, Mühle besitzt noch komplettes Mahlwerk. | erste Hälfte des 19. Jahrhunderts    | 19. Januar 1984                               | 35              |
| Backsteingebäude                   | Backsteingebäude                                      | Unterbruch Wurmstraße 19 Karte                               | Backsteingebäude von 1833 (Ankersplinte), Fachwerkgebäude erste Hälfte des 18. Jahrhunderts, jedoch 1916 umgeändert, zweigeschossiges Backsteingebäude, Fachwerk-Front z. T. geändert. | 1833                                 | 30. Januar 1984                               | 91              |
| Wegekreuz                          | Wegekreuz                                             | Unterbruch Wurmstraße 71 Karte                               | Wegekreuz aus Holz aus dem 19. Jahrhundert. | 19. Jh.                              | 30. Januar 1984                               | 90              |
| Wohnhaus                           | Wohnhaus                                              | Unterbruch Wurmstraße 80 Karte                               | Zweigeschossiges, vierflügeliges Backsteinhaus mit der Ankersplintdatierung 1800, welches als Teil einer Hofanlage errichtet wurde. Im Inneren ist noch Fachwerk des 18. Jahrhunderts erhalten, besonders bemerkenswert die eingezapften Pfetten des Dachstuhles, die noch unbeschädigt erhalten sind. Das Objekt ist als Ganzes ein Baudenkmal. | 1800                                 | 23. Dezember 1986                             | 108             |
| weitere Bilder                     | Lümbacher Windmühle Clarissa                          | Kirchhoven Zur Kornmühle 7 Karte                             | Windmühle aus dem 18./19. Jahrhundert, Backsteinbau. | 18./19. Jahrhundert                  | 19. Januar 1984                               | 40              |
| weitere Bilder                     | Jüdischer Friedhof                                    | Heinsberg Erzbischof-Philipp-Straße / Linderner Straße Karte | Das genaue Alter des Friedhofes ist unbekannt (vor 1800). Die letzte Bestattung erfolgte 1938. Die Parzelle wurde nach dem Zweiten Weltkrieg als baumumstandene Rasenfläche neu gestaltet. Etwa in der Mitte ist ein Gedenkstein der Stadt Heinsberg aufgestellt. Um ihn herum wurden etwa kreisförmig elf kleine historische Grabsteine aufgestellt. Ein weiterer Stein, mit stark verwitterter Inschrift - und möglicherweise der älteste erhaltene - steht unmittelbar am Eingang der Anlage. | vor 1800                             | 28. Mai 2008                                  | 121             |
| weitere Bilder                     | Jüdischer Friedhof                                    | Randerath Sandberg Karte                                     | Der Friedhof liegt abseits der Straße Sandberg und ist dort über einige Treppenstufen und einen kleinen Pfad zu erreichen. Auf einer kleinen, baum- und buschumstandenen Parzelle befinden sich noch sieben, teilweise stark fragmentierte historische Grabsteine: drei liegende Platten und vier Stelen. Die Parzelle überliefert den Ort und die Bestattungen des seit 1855/57 an dieser Stelle befindlichen Friedhofs der ehemaligen jüdischen Gemeinde von Randerath. Nach 1930 sind keine Bestattungen mehr überliefert. | vor 1855/57                          | 28. Mai 2008                                  | 122             |
|                                    | Zweigeschossiges Wohnhaus                             | Heinsberg Noethlichsstraße 9                                 | Zweigeschossiges, traufständiges in eine straßenbegleitende Reihe eingeplantes, über Sockel backsteinsichtiges Wohnhaus, errichtet 1926 nach einem Entwurf der Architekten Philipp und W. Schaumburg für Rechnungsrat Johann Corsten. Bemerkenswertes Fassadenbild in Form der für die Bauzeit typischen acksteinmoderne. Die linke Hälfte mit dem Hauseingang und darüber befindlichem Austritt mittels auf Eck gestellten seitlichen Lisenen risalitartig hervorgehoben, leicht über die Firstlinie erhöht, mit Werksteingesims gerade geschlossen und mit einem eingezogenen Dreieckgiebel betont. Die Mauerwerksflächen insbesondere im Obergeschoss durch rautenartig schräge Backsteinlagen belebt, darin mittig ein auf Spitze gestelltes Rechteckfenster. Tür mit Oberlicht sowie Fenster original mit Sprossenteilung. Die rechte Fassadenhälfte schlichter, die Spitzbogenfenster im EG bzw. Hochrechteckfenster im OG aber mit betonter Sturzmauerung und im EG mit Kämpfergesims. Auch hier die originalen Fenster mit charakteristischer Sprossenteilung erhalten, die OG-Fenster mit Fensterläden bandartig zusammengefasst. Über der Fassade Satteldach ohne Ausbauten (ein kleines neueres Dachflächenfenster beeinträchtigt das Bild nur unwesentlich). Die Gebäuderückseite ebenfalls backsteinsichtig, aber schlichter gehalten. Auch hier originale Fenster, in der linken Achse dreiteilig breit gelagert mit Sturzmauerung erhalten. Vor der rechten Achse Terrasse mit überbauendem Balkon. Im Dachbereich laut Bauplan zwei einzelne Schleppgauben, später zu einer breiten Gaube zusammengefasst. Im Inneren schlichter Grundriss (Flur/Treppenhaus und Zimmer vorne, zwei Zimmer hinten), im Eingangsflur schwarz-weiße Bodenfliesen und Holztreppe. Bodenbeläge weitgehend erneuert.                                     | 1926                                 | 31. Juli 2014                                 | 123             |
|                                    | Wohnhaus (später Wohn- und Geschäftshaus)             | Heinsberg Hochstraße 1                                       | Wohnhaus (später Wohn- u. Geschäftshaus), um 1860, am südlichen Eingang des historischen Ortskerns von Heinsberg. Zweigeschossig, traufständig, 5+1 : 2 Achsen breit gelagert auf annähernd rechteckiger Grundfläche, mit ziegelgedecktem Satteldach ohne Ausbauten, Das Haus bildet den Anfang einer geschlossenen Reihe ähnlicher, zweigeschossiger traufständiger Häuser. Backstein, geschlämmt bzw. an der Straße mit Bänderputzfassade; urspr. 5 Achsen mit Mitteleingang, die heutige linke Achse ehemals ein Durchgang zum rückwärtigen Grundstück, nachträglich überbaut. Zugehörig rechts, aus der Flucht zurückgesetzt angebaut, ein anderthalbgeschossiges Wirtschaftsgebäude, ebenfalls traufständig, Backstein geschlämmt, Satteldach. Fenster hochrechteckig, urspr. mit sehr flachem Segmentsturz; zweiflügelige Holzfenster mit T-Teilung und Binnensprossung. Innen Holzbalkendecken mit Dielenböden sowie vermutlich originaler Dachstuhl. Bemerkenswerter Gewölbekeller, zweiteilig, gemauerte Ziegelgewölbe, tlw. außerhalb des Hauses gelegen, vermutlich im Zusammenhang mit der Stadtbefestigung entstanden (16. Jh. od. älter?) | um 1860                              | 10. November 2014                             | 124             |
|                                    | Wohnhaus (Arzthaus)                                   | Heinsberg Hochstraße 5                                       | Wohnhaus (Arzthaus), in seiner heutigen Form ca. 1927 wahrscheinlich als Umbau der Erweiterung eines älteren Gebäudes entstanden, am südlichen Eingang des historischen Ortskerns von Heinsberg. Zweigeschossig, traufständig, 7 Achsen breit gelagert auf annähernd rechteckiger Grundfläche, mit ziegelgedecktem Satteldach mit drei horizontal gelagerten Gauben. Das Haus ist Teil einer geschlossenen Reihe ähnlicher, zweigeschossiger traufständiger Häuser. Massivbau (Backstein), verputzt; vor 1927 5 Achsen mit Mitteleingang, die beiden Achsen rechts einschl. Garage rechts ca. 1927 nachträglich angebaut und das ganze Gebäude in der Fassade vereinheitlicht. | ca. 1927                             | 1. Dezember 2014                              | 125             |
|                                    | Wohnhaus Gästehaus                                    | Oberbruch Boos-Fremery-Straße 63                             | Das Gebäude wurde um 1905/06 als Wohnhaus ("Gästehaus") des jenseits der Durchgangsstraße gegenüberliegenden Glanzstoffwerks in Oberbruch errichtet. Es handelt sich um ein allseitig frei stehendes Gebäude, verputzt, giebelständig, zwei Vollgeschosse mit ausgebautem Dachgeschoss und seitlich tief heruntergezogenen, mit Doppelmuldenziegeln gedeckten Dachflächen (an den Giebeln mit Fußwalm in der Giebelspitze). An der rechten Traufseite ist ein Eingangs- und Treppenhausrisalit mit Zwerchhaus angebaut; die Eingangstür mit Treppe war ursprünglich nach vorne gerichtet (in dem kleinen eingeschossigen Anbau an das Risalit), wurde später an die Seite versetzt. Auf der Gartenseite zwei eingeschossige Anbauten, der rechte als Wintergarten mit Austritt im Obergeschoss nachträglich angebaut. Die zur Straße gewandte Giebelseite ist symmetrisch gegliedert, in den Vollgeschossen dreiachsig, mit einem kreissegmentförmigen Mittelerker mit (verschieferter) Zeltverdachung im Obergeschoss; im Giebelbereich zweiachsig. Die Fenster sind hochrechteckig mit flacher, schlichter Rahmung. Die anderen Seiten des Hauses im Prinzip gleich gestaltet, jedoch nicht zuletzt wegen der genannten Ausbauten weniger symmetrisch. Das Innere wurde mehrfach umgebaut, jedoch unter Beibehaltung von Konstruktion und grundlegenden Merkmalen. Der Keller besitzt zeittypische Kappengewölbe, die Decken in den Geschossen darüber sind als Holzdecken ausgeführt; der Dachstuhl ist bauzeitlich. Sehr anschaulich erhalten ist das Treppenhaus mit der originalen Treppe, außerdem Fliesenböden in Flur und mehreren Räumen sowie andere raumprägende Ausstattungsdetails wie Schiebetüren und entsprechende Gewände. | 1905/06                              | 6. November 2017                              | 126             |
|                                    | Dorfkreuz                                             | Schafhausen Theresienstraße 46 / Ecke Kuhlertstraße          | Dorfkreuz, inschriftlich datiert 1715, großes doppelarmiges Kreuz aus Eichenholz, der obere Querbalken kürzer als der ungefähr mittig angebrachte untere, die Balkenenden leicht ausgestellt und mit kleinen Pinienzapfen versehen. Inschrift: INRI / IESVS / Maria-Anna / Ora pro nobis / 1715 (Jahreszahl am Fuß). Das Kreuz ist eingestellt in eine Nischenarchitektur auf einer Straßenecke, die in ein altes Gehöft ("Schmiede") eingefügt ist. Auf dem dahinter liegenden Gebäude (auf einer älteren Ansichtskarte als "Kapelle" bezeichnet) ist über dem Kreuz und einer kleinen Abwalmung ein kleiner Dachreiter für eine Glocke angebracht. | 1715                                 | 16. November 2017                             | 127             |
|                                    | Wohnhaus ehem. Einer Hofanlage                        | Randerath Sandberg 55                                        | Das Wohnhaus liegt innerörlich unmittelbar an der Straße Sandberg, zwischen dem mittelalterlichen Ortskern und dem im 17. Jh. gegründeten Franziskaner-Kloster. Ehemals war es das straßenseitige Wohnhaus einer Hofanlage mit rückwärtigen Wirtschaftsgebäuden, beidseitig angebaut (heute nur noch das rechtsseitige Nachbarhaus Nr. 57 erhalten). Es handelt sich um ein zweigeschossiges, traufständiges Gebäude mit Satteldach, die fünf Fensterachsen breit gelagerte Fassade über niedrigem Sockel, backsteinsichtig mit Schlämme. Im Erdgeschoss links eine rundbogige Durchfahrt in den Hof, übergangslos in das Mauerwerk eingeschnitten. Die anderen Öffnungen mit abgesetzten Gewänden, flachen Segmentbogen und Keilsteinbetonung im Sturz. Der Hauseingang in der zweiten Achse von rechts, mit alter Tür und einem mit geschweiftem Horizontalgebälk abgetrennten Oberlicht. Eine einzelne Lichtöffnung im Sockel unter der rechten Achse belichtet den Keller. Im Obergeschoss zwischen den Fenstern eine Ankerkopfdatierung "1774". Die Traufe zur Straße leicht abgeschleppt vorkragend, das Dach ziegelgedeckt. | 1774                                 | 3. November 2020                              | 128             |
|                                    | Straßenseitiges Wohnhaus mit Durchfahrt der Hofanlage | Kirchhoven Aphovener Straße 65                               | Straßenseitiges Wohnhaus einer Hofanlage mit Durchfahrt, 18./19. Jahrhundert mit Umbau 1914. Traufständiges zweigeschossiges Backsteinhaus mit geschlossenem Satteldach, der Wohnteil rechts in drei Achsen, links daneben die Durchfahrt, über dem flach korbbogigen Torbogen ein erhöhtes Fenster, das bis in einen darüber liegenden Zwerchgiebel mit Krüppelwalm reicht; dieser Aufbau einschließlich der beiden Zimmer über der Durchfahrt aus 1914. Die Fensteröffnungen in der Fassade hochrechteckig mit leicht segmentförmiger Sturzmauerung, die vorstehenden Fensterbänke in Blaustein in den 1990er-Jahren angebracht. Fenster erneuert. Die hofseitige Wand Backstein, über der Durchfahrt zwei kleine Stubenfenster (s.o. 1914), hier noch alte Holzfenster erhalten. Der Eingang zum Wohnteil befindet sich in der Durchfahrt; dort in der Wand Reste von Fachwerk. Das Innere ist noch in guter historischer Anschaulichkeit erhalten. Die Räume mit Dielenböden und Balkendecken; direkt hinter der Tür hofseitig eine steile Holzstiege. Alter Dachstuhl. Erhalten auch zwei einfache kassettierte Zimmertüren und weitere historische Handwerksdetails (z.B. Stroh-Lehm-Verkleidungen der Deckenbalken). |                                      | 14. Juli 2021                                 | 129             |